# جان دی. رابرتس
جان دومبروسکی رابرتز (۸ ژوئن ۱۹۱۸ – اکتبر ۲۹, ۲۰۱۶) یک شیمی‌دان آمریکایی بود. او به ادغام و یکپارچگی شیمی فیزیک، طیف‌سنجی و شیمی آلی برای یافتن درک درست از نحوه انجام واکنش‌های شیمیایی کمک شایانی کرد. یکی دیگر از مشخصه کار رابرتز، استفاده از طیف‌سنجی تشدید مغناطیسی هسته (NMR) و مفهوم جفت شدگی اسپین-اسپین بود.